# 加勒古杜德州
加勒古杜德州是索馬里中部的一個州，西鄰埃塞俄比亞，東臨印度洋。面積46,126平方公里。首府杜薩馬雷卜。